# Challenger ATP Club Premium Open 1996
Il Challenger ATP Club Premium Open 1996 è stato un torneo di tennis facente parte della categoria ATP Challenger Series nell'ambito dell'ATP Challenger Series 1996. Il torneo si è giocato a Quito in Ecuador dal 15 al 21 luglio 1996 su campi in terra.

## Vincitori

### Singolare
Pablo Campana ha battuto in finale  Luis Morejon con il punteggio di 6–3, 6–2

### Doppio
Pablo Campana /  Nicolás Lapentti hanno battuto in finale  Nicola Bruno /  Mosè Navarra con il punteggio di 6–4, 6–4